# Potjiekos

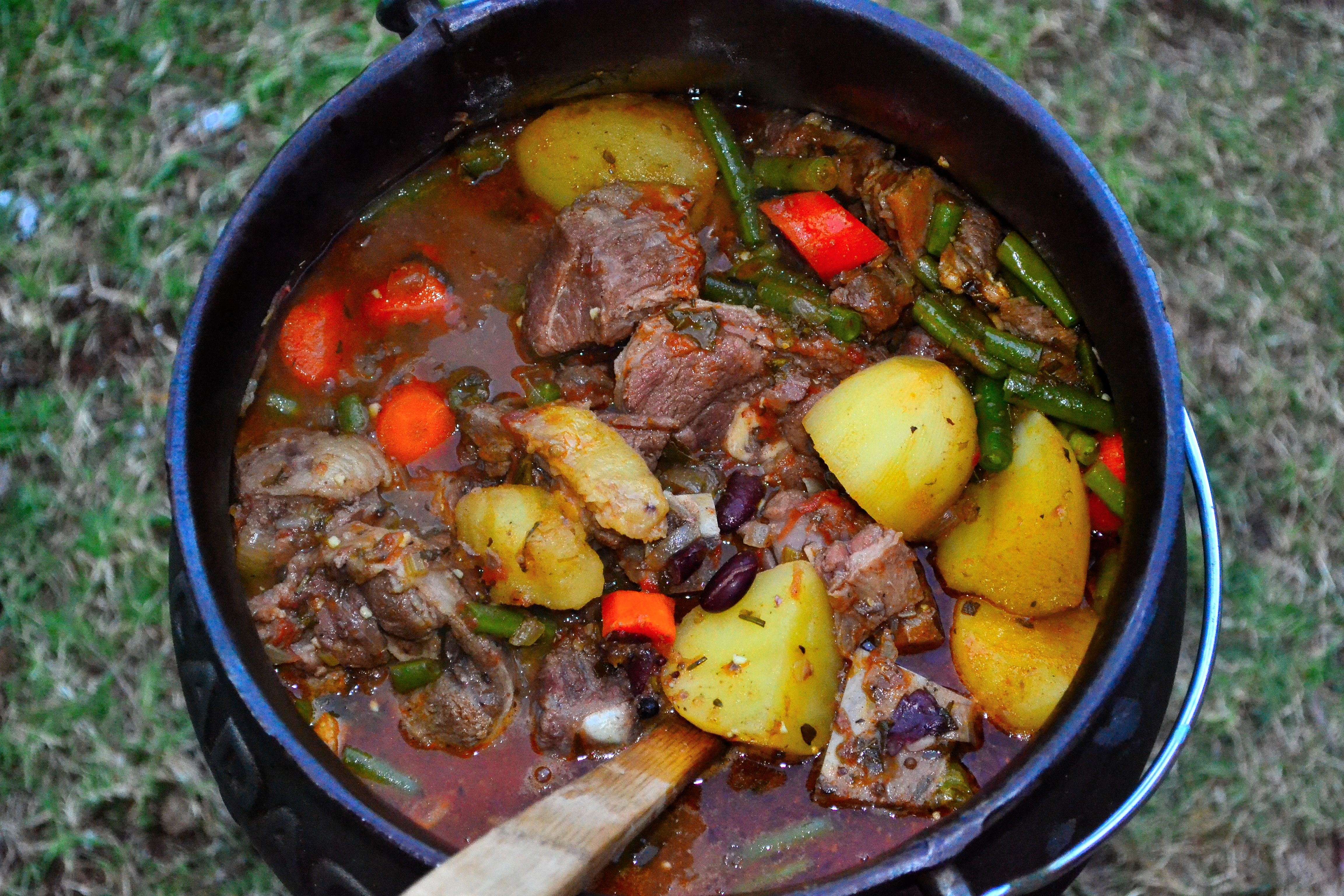
Potjiekos

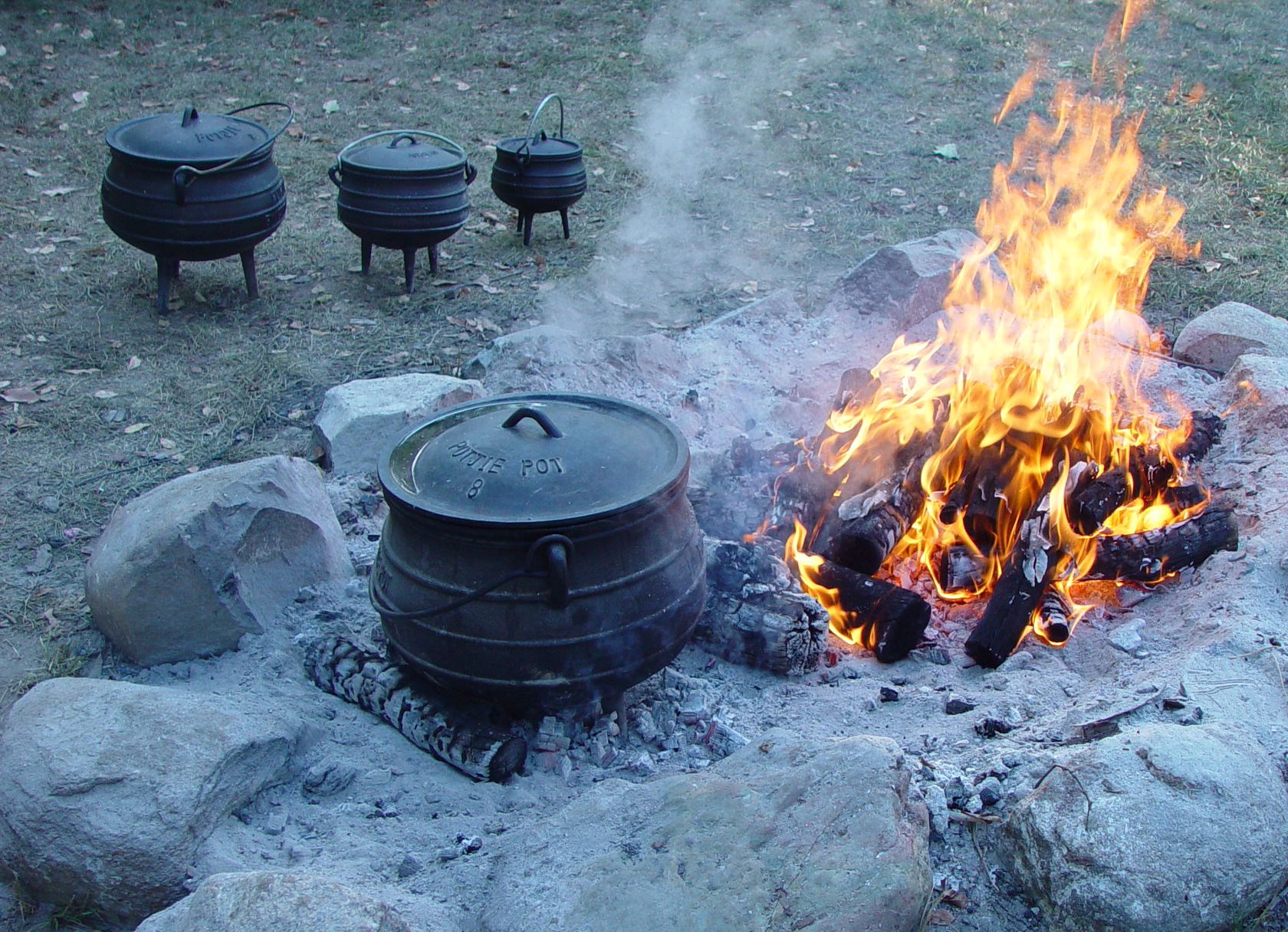
Potjies

En Afrique du Sud, le Potjiekos, littéralement la « petite marmite de nourriture », est un ragoût préparé en plein air. Il est traditionnellement cuisiné dans une marmite de fonte à trois pieds, le potjie, importée par les Néerlandais au XVIIe siècle et utilisée partout dans le pays. La marmite est mise à mijoter sur un feu de bois ou de charbon de bois, ou de bouses séchées. 

## Composition
Traditionnellement, la recette inclut de la viande, des légumes, comme des carottes, du chou, du chou-fleur ou du potiron, du riz ou des pommes de terre. On les fait cuire avec des épices malais. 
Les Voortrekkers utilisaient du gibier sauvage, des pintades, du phacochère, des lapins et des lièvres.
On met un peu d'huile dans la marmite que l'on place sur un feu. La viande est ajoutée en premier, agneau ou porc. La viande est épicée et on rajoute de l'alcool pour la saveur - surtout de la bière, du Xérès ou du vin doux. Quand la viande est légèrement dorée, les légumes sont ajoutés. Le couvercle est reposé et le contenu mis à mijoter lentement.